# David Irving (regista)
David Kenneth Irving (Santa Clara, 25 settembre 1949) è un regista e produttore cinematografico statunitense.

## Biografia
È figlio del regista Jules Irving (nato Jules Israel) e dell'attrice Priscilla Pointer, quindi fratello dell'attrice Amy Irving e della cantante Katie Irving.

## Filmografia parziale
- Good-bye Cruel World (1983)
- La bella addormentata (Sleeping Beauty) (1987)
- I vestiti nuovi dell'imperatore (The Emperor's New Clothes) (1987)
- Il potere magico  (Rumpelstiltskin) (1987)
- C.H.U.D. II - Bud the Chud (1989)
- Night of the Cyclone (1991)